# John O'Connell
John O'Connell (Dublino, 1810 – Kingstown, 24 maggio 1858) è stato un politico irlandese, figlio del leader nazionalista Daniel O'Connell  e di Mary O'Connell.
John O'Connell fu membro del parlamento britannico dal 1832 al 1851 e dal 1853 al 1857, eletto nel collegio di Clonmel, e in questa veste si adoperò per l'emancipazione sociopolitica degli irlandesi cattolici.
Nel 1844 fu imprigionato a causa della sua attività politica.
I suoi fratelli Maurice, Morgan e Daniel furono anch'essi membri del parlamento.